# Величко, Евгений Александрович
Евгений Александрович Величко (род. 2 апреля 1987, Щучинск, Кокчетавская область) — казахстанский лыжник, участник Олимпийских игр, чемпион Азиатских игр. Специалист дистанционных гонок. Мастер спорта Республики Казахстан международного класса

## Карьера
В Кубке мира Величко дебютировал в 2008 году, в декабре 2010 года первый, и пока единственный раз попал в десятку лучших на этапе Кубка мира, в эстафете. Кроме этого на сегодняшний момент имеет 6 попаданий в тридцатку лучших на этапах Кубка мира, 2 в личных и 4 в командных соревнованиях. Лучшим достижением Величко в общем итоговом зачёте Кубка мира является 107-е место в сезоне 2009-10.
На Олимпиаде-2010 в Ванкувере стартовал в четырёх гонках: 15 км коньком — 56-е место, дуатлон 15+15 км — 28-е место, эстафета — 11-е место, масс-старт 50 км — 39-е место.
За свою карьеру принимал участие в трех чемпионатах мира, лучший результат 10-е место в эстафете на чемпионате мира — 2009, в личных соревнованиях лучший результат — 34-е место в скиатлоне на чемпионате мира — 2013.
Использует лыжи производства фирмы Fischer.
24 декабря 2017 года Евгений Величко стал чемпионом на зимней Спартакиаде Республики Казахстан.